# Iglesia de Santa Susana (Roma)
La iglesia de Santa Susana en las Termas de Diocleciano (en italiano: Chiesa di Santa Susanna alle Terme di Diocleziano) es una iglesia parroquial católica de Roma ubicada en la colina del Quirinal, en el rione de Trevi, con un titulus asociado a su sitio que data de alrededor del año 280. La iglesia moderna, dedicada a Santa Susana, fue reconstruida entre 1585 y 1603 por Carlo Maderno y es el «primer ejemplo plenamente realizado de arquitectura barroca».
La iglesia sirvió como la iglesia parroquial nacional para los residentes en Roma de los Estados Unidos desde 1921 hasta 2017, período durante el cual estuvo asignada al cuidado de los padres paulistas, una sociedad de sacerdotes fundada en los Estados Unidos.

## Historia
En la estructura de la iglesia se han observado restos de un edificio romano de la época imperial.
Fue elevada a título cardenalicio en el sitio de las casas de Gabinio y Caio, intitulada de la mártir Susana. Las excavaciones del siglo XIX han sacado a la luz, bajo la confesión (es decir, del altar construido en el lugar del martirio), los restos de una casa romana del siglo III, ahora visibles a través de un pavimento de vidrio en la sacristía. Otras excavaciones en 1990 sacaron a la luz un sarcófago romano con fragmentos de yeso pintado en el interior.
La iglesia, originalmente llamada ad duas domos (es decir, cerca de las casas de Gabinius y Caio) o según otras fuentes, Titulus Cai, en forma de basílica, fue reconstruida primero por el papa León III, en el 800, y luego completamente por el papa Sixto IV en 1475. La fachada actual es obra de Carlo Maderno de 1603.
Desde el 7 de octubre de 1587, el papa Sixto V la convirtió en la sede de la comunidad monástica cisterciense de San Bernardo (femenina). El complejo, expropiado con gran parte del convento por el Estado unitario después de 1870, retornó gradualmente a la posesión del título cardenalicio, asignado a los cardenales estadounidenses desde 1937 (por este motivo fue hasta 2017 la iglesia nacional de los católicos estadounidenses), y a través del cardenal Cushing fue devuelta a la propiedad del monasterio cisterciense. 
En el plano pastoral de la diócesis de Roma, la iglesia de Santa Susanna es ante todo una iglesia monástica y luego una iglesia nacional. La comunidad monástica cisterciense femenina es la dueña del complejo monástico y de la iglesia misma.

## Descripción

### Exterior

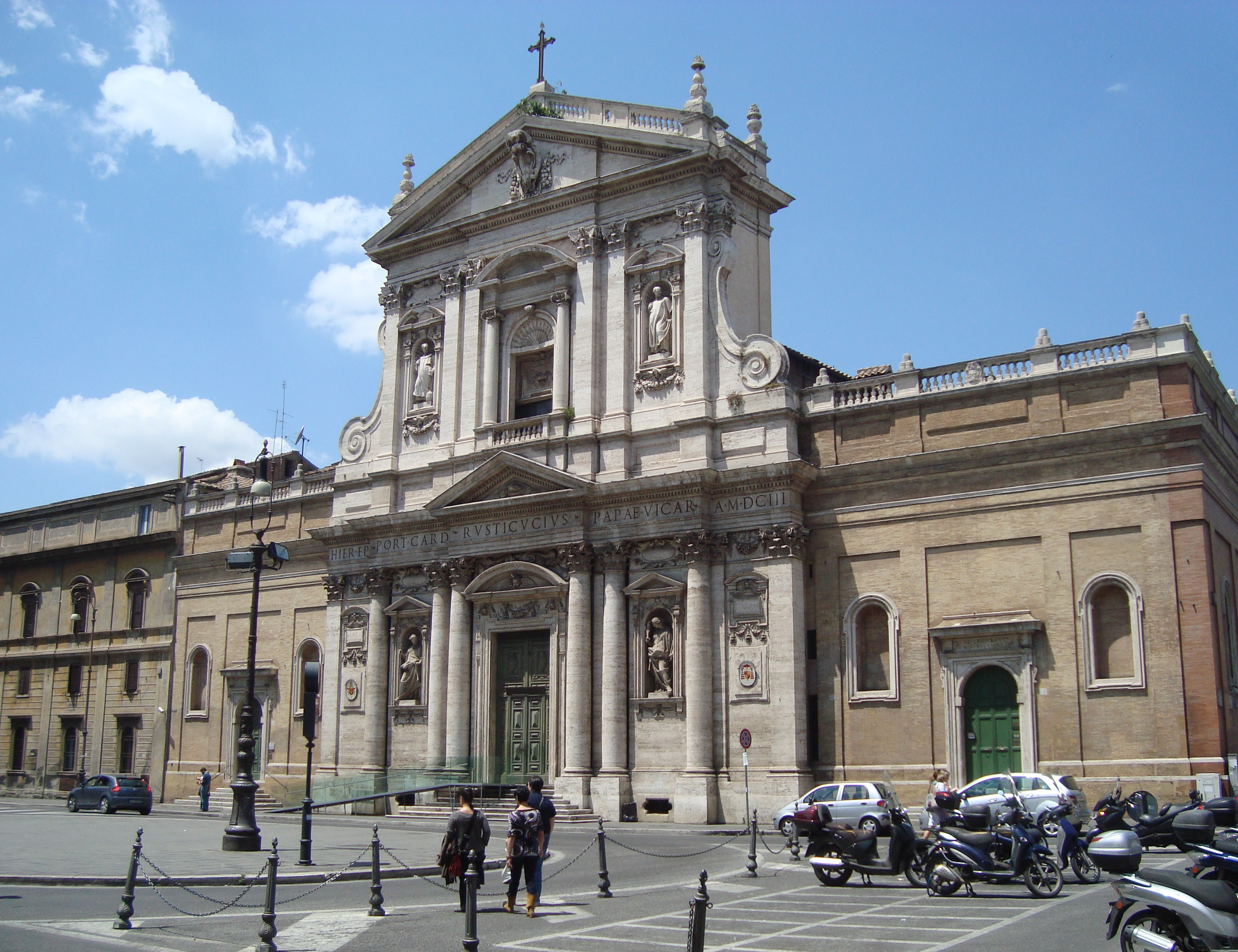
Fachada

La fachada de Santa Susanna, definida como el «primer ejemplo plenamente realizado de arquitectura barroca», constituye un momento de extraordinaria calidad en el complejo pasaje del tardo Manierismo romano a principios del siglo XVII. De hecho, algunas intuiciones parecen anticipar la búsqueda barroca sobre el tema de la visión y de la relación con el contexto urbano.
El elemento que más impresiona al observador es el tema del gradual avance hacia el exterior de la fachada en su parte central, una especie de anticipación del tema de la fachada sinusoidal borrominiana, obtenida aquí a través de pasajes no cóncavos-convexos, sino a través de escalones sucesivos de los elementos estructurales, destinados a reforzar el eje central del templo.
De hecho, en el primer orden se pasa de las lesenas individuales y poco marcadas, ubicadas en los extremos de la fachada, a un primer avance obtenido con una columna casi en alvéolo y finalmente con la combinación de dos columnas, la primera en alvéolo y la segunda a todo tondo, que delimitan el portal dispuesto en modo gradualmente emergente hacia el centro.
Por el contrario, si se desea, la fachada podría leerse como un proceso de rarefacción de los elementos arquitectónicos desde el centro hacia el exterior. El mismo proceso se evidencia en una lectura de abajo hacia arriba, ya que las columnas de segundo orden dan paso a lesenas mucho menos marcadas, mientras que el tímpano termina con un coronamiento en balaustrada que deja entrever el cielo. Todavía no se puede hablar sobre la búsqueda del infinito, pero las ideas podrían haber sido importantes para los estudiantes de Carlo Maderno.

### Interior

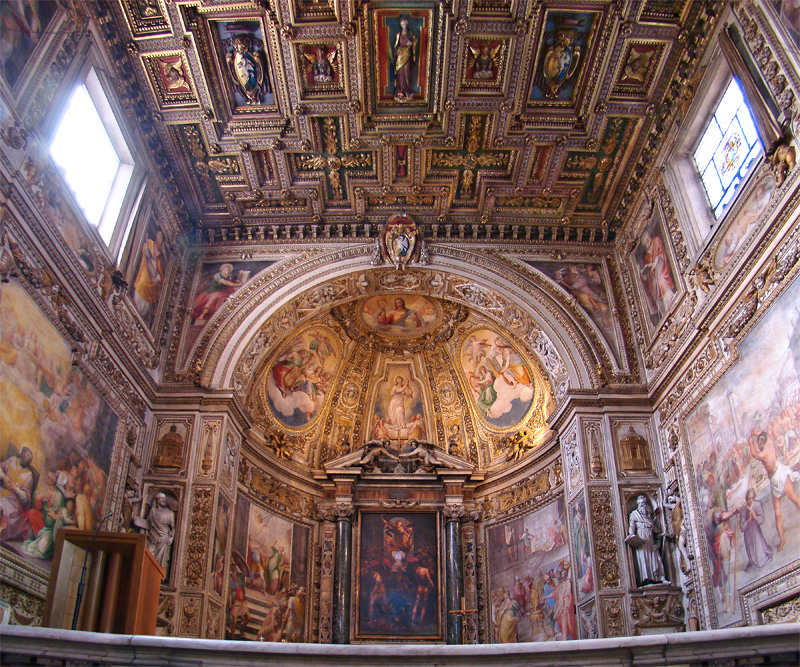
Ábside

El interior de la iglesia tiene una sola Nave con una capilla lateral cerca de la balaustrada del presbiterio. Las paredes estaban completamente pintadas con Storie della vita di Santa Susanna de Baldassare Croce en 1595. El sofito, por otro lado, era de casetones dorados con una imagen en el centro de la Madonna coronada por el emblema de Rusticucci.
El presbiterio está separado de la nave por una balaustrada de mármol. Al fondo, el ábside semicircular, más pequeño que la nave, con el fresco Gloria di Santa Susanna en la catino, obra de Cesare Nebbia. El altar mayor, por otro lado, alberga el retablo Martirio di Santa Susanna, una obra del artista palermitano Tommaso Laureti.
La capilla Peretti, a la izquierda, fue diseñada por Marsilio Fontana de Melide, hermano del más célebre Domenico Fontana; en 1597 encontró la muerte durante los trabajos. En él, varias pinturas, incluyendo Il Martirio di San Lorenzo de Cesare Nebbia y el Battesimo di San Genesio de Baldassare Croce.
Detrás del ábside de la iglesia, separado de esta por una reja de hierro, se encuentra el coro de las monjas, construido en 1596 por el cardenal Girolamo Rusticucci, titular de la iglesia entre 1570 y 1597. El coro, rectangular, fue construido por el papa Pablo V, con un techo de madera con casetones. Los frescos en las paredes se atribuyen a Francesco Mezzetti (1676-1706).
En la sacristía de las Monjas cistercienses se han conservan los frescos del siglo VII que se refieren a la primitiva iglesia paleocristiana y que se encontraron durante las excavaciones arqueológicas realizadas en la década de los años 1990. Bajo la iglesia y bajo el monasterio de las monjas cistercienses se encontraron mosaicos y frescos de las villas romanas de la época imperial.
En la moderna cantoria en la contrafachada, se encuentra el órgano de tubos de la iglesia, construido por los Fratelli Ruffatti en 1965. El instrumento tiene un sistema de trasmisión eléctrico, con una pantalla privada de caja, y su consola, que tiene dos teclados de 61 notas cada uno y un pedalero cóncavo-radial de 32 notas, está ubicada en el piso de la nave. En el coro de las monjas hay un órgano positivo, proveniente de la iglesia de San Bernardo en Nepi para la cual fue construido en 1765 por Antonio Raimondi.